# Christian Bussi
Christian Bussi (ur. 23 marca 1945 roku) – francuski kierowca wyścigowy.

## Kariera
Bussi rozpoczął karierę w międzynarodowych wyścigach samochodowych w 1975 roku od startu w klasie GT 24-godzinnego wyścigu Le Mans, którego jednak nie ukończył. W późniejszych latach Francuz pojawiał się także w stawce World Challenge for Endurance Drivers, World Championship for Drivers and Makes, FIA World Endurance Championship oraz Trophee Porsche Turbo Cup.